# ديفيد مورس (ممثل)
ديفيد مورس (بالإنجليزية: David Morse)‏ ممثل أمريكي من مواليد 11 أكتوبر 1953.

## مواقع خارجية
- ديفيد مورس على موقع IMDb (الإنجليزية)
- ديفيد مورس على موقع روتن توميتوز (الإنجليزية)
- ديفيد مورس على موقع قاعدة بيانات الأفلام العربية
- ديفيد مورس على موقع ألو سيني (الفرنسية)
- ديفيد مورس على موقع ميوزك برينز (الإنجليزية)
- ديفيد مورس على موقع تيرنر كلاسيك موفيز (الإنجليزية)
- ديفيد مورس على موقع أول موفي (الإنجليزية)
- ديفيد مورس على موقع قاعدة بيانات برودواي على الإنترنت (الإنجليزية)
- ديفيد مورس على موقع قاعدة بيانات الأفلام السويدية (السويدية)
- ديفيد مورس على موقع إن إن دي بي (الإنجليزية)